# Živi svet v Triglavskem narodnem parku
Živi svet v Triglavskem narodnem parku je prisoten v ostrem visokogorju s svojim značilnim rastjem in življenjem, v vmesnih dolinah je življenju bolj naklonjeno prijaznejše okolje, na južni strani pa se na posameznih mestih pojavlja vpliv morja. Ekosistemi so med seboj tesno povezani.
Rastlinstvo na območju narodnega parka je večinoma značilno alpsko, vendar se zaradi obrobne lege in bližine Sredozemlja prepleta s predstavniki sosednjih rastlinskih območij. Po bogatem rastlinstvu in redkih vrstah so znana travišča na Črni prsti, pobočja Krna in Rdečega roba ter Mangartsko sedlo.
Z živalskimi vrstami so zelo bogate nižje živalske skupine, med katerimi je mnogo endemičnih vrst. Med vretenčarji so posebno znani soška postrv, planinski orel, veliki petelin in ruševec. Med divjadjo pa je najbolj značilni gams. V zadnjih letih so bile naseljene v parku tudi tuje ali tu že izumrle živali: kozorog , svizec in muflon. 

## Kopenski ekosistemi
Zaradi vlažnega poletja in zmerno mrzlih zim z veliko snega, so se živali in rastline prilagodile tako, da lažje preživijo zimo - listopadnost, odebeljeni podzemni deli, zgodnje cvetenje, zimsko spanje ....

### Predel listnatih gozdov (montanski pas)
V spodnjem montanskem pasu uspevajo listavci v gostejših sestojih v dolinah in na južnih pobočjih, kjer segajo do 1100 m, na severnih pa do 700 m nad morjem. To so bukovi in bukovo-gabrovi gozdovi. Vsebujejo tudi nekaj hrasta, jesena in ponekod tudi topola.  
V zgornjem montanskem pasu se omenjenim drevesnim vrstam pridružita tudi smreka ali jelka.
V podrasti bukovih gozdov prevladujejo trilistna vetrnica (Anemone trifolia), črni teloh (Helleborus niger), navadna ciklama (Cyclamen purpurascens), jetrnik (Hepatica nobilis) in gnezdovnica (Neottia nidus-avis). Na južnih pobočjih apnenčastih sten pa rastejo toploljubni gozdiči črnega gabra (Ostrya carpinifolia), malega jesena (Fraxinus ornus), mokovca (Sorbus aria), dobrovite (Viburnum lantana), pri tleh pa resa (Erica carnea), kokoševec (Vincetoxicum hirundinaria), primožek (Bupthalmum salicifolium) in omelika (Genista radiata). Poseben pomen v listnatem gozdu imajo glive, ki so z drevesi povezane v mikorizo, kar omogoča gozdu lažje preživetje.
Montanski pas je bogat svet za žuželke in zato tu živi tudi več žužkojedih živali. Nekatere izmed živali iz tega predela zimo tudi prespijo (npr. polh, jazbec).
- V spodnjem montanskem pasu so najpogostejši med sesalci gozdna rovka (Sorex araneus), gozdna voluharica (Clethrionomys glareolus) in rumenogrla miš (Apodemus flavicollis). Tu živijo še navadna veverica (Sciurus vulgaris), navadni polh (Glis glis) in kuna belica (Martes foina). V tem pasu živi tudi naš največji sodoprsti kopitar navadni jelen (Cervus elaphus).
- V zgornjem montanskem pasu med žužkojedi prevladujeta mala rovka (Sorex minutus) in gorska rovka (Sorex alpinus), ob vodotokih pa povodna rovka (Neomys fodiens). Tu živijo še vrtna voluharica (Microtus subterranues), drevesni polh (Dryomys nitedula) in kuna zlatica (Martes martes). Gosti gorski gozdovi na skalni podlagi so življenjski prostor muflona (Ovis ammon).

Ker je to bogat svet za žuželke, živi zato tu tudi več žužkojedih ptic -  slavec, taščica, mali muhar, drozg, šoja in sove. Omenimo žolne in detle, ki si sami dolbejo gnezdilna dupla. Največja med njimi je črna žolna (Dryocopus martius). Med detli je najpogostejši veliki detel (Dendrocopos major). Tu živi tudi naš največji ptičji prebivalec mešanih in iglastih gozdov, divji petelin (Tetrao urogallus).
Od žuželk omenimo le zavarovanega hrošča alpskega kozlička (Rosalia alpina), ke je vezan predvsem na bokove sestoje.

### Pas smreke (montanski pas)
Z naraščanjem nadmorske višine se slabšajo temperaturne razmere za rast rastlin. Na določeni nadmorski višini postanejo tako nizke, da neposredno omejujejo rast. Smreka je v samem parku močno razširjena. Na spodnji meji se srečuje z listavci, na zgornji, na višini okrog 1700 m pa z ruševjem in macesnom. Padavine in snežna odeja sta podobni kot pri listnatem gozdu, le da sneg leži dalj časa, pogoste so slane. Žled večkrat uniči vrhove dreves.
Rastline in živali so prilagojene ostrejšim razmeram. Kratko poletje ne omogoča vsakoletnega razvoja listov pri drevju, v podrasti pa večinoma rastejo večletne trave in zeljnice z odebeljenimi podzemskimi deli - planinsko kosteničevje (Lonicera alpigena), dlakava bekica (Luzula pilosa), gozdni črnilec (Melampyrum sylvaticum), lisičje (Huperzia selago), dlakavi lepen (Adenostyles alliariae), zeleni sršaj (Asplenium viride) , okroglolistni kamnokreč (Saxifraga rotundifolia), tripernata špajka (Valeriana tripteris), borovnica in resa. Tudi tu igrajo pomembno vlogo gljive. Lišaji, ki rastejo po drevesih, so znanilci čistega zraka.
Žuželke so večinoma podobne tistim iz listnatih gozdov, več je mravelj. Tudi v vrstni sestavi ptic ne najdemo bistvenih razlik; samo v iglastem gozdu se pojavlja menišček (Parus ater) in nekatere sinice. Od sesalcev pa veverica, podlasica, ris, lisica in mnoge druge, ki žive tudi v drugih gozdovih.

### Pas ruševja in macesna (subalpinski pas)
To je najvišji gozdni pas na Slovenskem in sega ponekod do 1900 m. Podnebne razmere so še ostrejše kot pri pasu listnatih gozdov in pasu smreke. Čas za razvoj in razmnoževanje je zelo kratek. Macesen in pritlikavo rasli bor sta temu primerno prilagojena, podobno kot vse rastline in živali v tem pasu. 
Lesne vrste rastlin so, razen macesna, grmovnate. Tu najdemo pritlikavi brin, pritlikave vrbe, nešpljico, gorski šipek, borovnico, brusnico in sleč.
Zaradi močnih vetrov je več brezkrilih žuželk, nekaj tudi pajkovcev. V vlažnih okoljih srečamo tudidvoživke: močerade in žabe. Planinski močerad (Salamandra atra) je zanimiv predstavnik dvoživk. Pri tleh prebivajo plazilci - navadni gad (Vipera berus) in živorodna kuščarica ( (Lacerta vivipara) in manjši sesalci - alpska rovka (Sorex alpinus), alpski svizec (Marmota marmota).
Alpske trate so bivališče značilnih alpinskih vrst, kot so snežna voluharica (Chionomys nivalis), planinski zajec (Lepus timidus) in gams (Rupicapra rupicapra).
Med žuželkami so črmlji izmed vseh čebel najbolje prilagojeni hladnemu podnebju. Metulj lorkovičev rjavček (Erebia calcaria) je endemit jugovzhodnih Alp.
Značilne ptice tega pasu so stržek (Troglodytes troglodytes), siva pevka (Prunella modularis), taščica (Erithacus rubecula) in pogorelček (Phoenicurus phoenicurus), črnoglavka (Prunella modularis), pogoste so tudi gorske sinice (Parus montanus), ščinkavec (Fringilla coelebs), krivokljun (Loxia curvirostra), brezovček (Carduelis flammea) in ruševec (Tetrao tetrix).

### Pas nad gozdno mejo, melišča in skalovje (alpinski in subnivalski pas)
Rastline so se prilagodile na ostre razmere s pritlikavo ali poleglo rastjo, hitrim razvojem in večletnim razmnoževanjem, odebeljenimi listi, pogosto poraslimi z dlačicami. Dolge korenine jim omogočajo močno zakoreninjenost, cvetovi so bolj barviti. Živali so pogosto temnejše in se pozimi selijo v nižine.
Na gorskih tratah srečamo večino najbolj znanih gorskih cvetnic in  mnoge od njih so zavarovane. Najpogostejše so tu škržolice (dlakava: Hieracium piliferum, kosmata:  Hieracium villosum), alpski ranjak (Anthyllis vulneraria ssp. alpestris), navadna podkvica (Hippocrepis comosa), skalna špajka (Valeriana saxatilis), bleščeči grintavec (Scabiosa lucida), razni svišči (rod Gentiana), alpska možina (Eryngium alpinum), pelini (rod Artemisia), gorski kosmatinec (Pulsatilla montana), rožnordeči dežen (Heracleum austriacum subsp. siifolium), .... Tu rasteta tudi planika (Leontopodium alpinum) in rdeča murka (Nigritella rubra).
V snežnih dolinicah najdemo prav posebno rastlinje, kjer prevladuje zelnata vrba (Salix herbacea), najdemo pa še žoltec (Sibbaldia procumbens), nizki griževec (Sibbaldia procumbens) in alpske zvončke (Soldanella pusilla).
Melišča so ekosistemi z nestabilno podlago. Med drugim najdemo repuhe (rod Petasites), popkorese (Moehringia ciliata), kislice (rod Rumex), pokalice (Silene vulgaris), madronščico (Linaria alpina), rapontiko (Stemmacantha rhapontica), razne make in obirski grobeljnik (Alyssum ovirense), .
Skalne razpoke so majhni ekosistemi, kjer pogosto rastejo le pritlikave rastline - predalpski petoprstnik  (Potentilla caulescens), razni sršaji (rod Asplenium ), nizka krhlika (Rhamnus pumila), avrikelj (Primula auricula), rumeno (Paederota lutea) in modro milje (Paederota bonarota), navadni slečnik (Rhodothamnus chamaecistus), mična vudsovka (Woodsia pulchella), zoisova zvončnica (Campanula zoysii), triglavska roža  (Potentilla nitida) in triglavska neboglasnica  (Eritrichium nanum) in druge. Nekatere vrste so endemiti.
Živali v tem predelu večinoma niso vezane samo na to okolje. Težkim življenjskim razmeram sta se uspešno prilagodila snežna voluharica (Microtus nivalis) in alpski kozorog (Capra ibex), ki tukaj tudi prezimujeta. Značilni sesalci tega pasu so pri tleh isti kot v pasu ruševja, med večjimi pa opazimo tudi gamse.
Med žuželkami tu žive zavarovani gorski apolon (Parnassius apollo) in drugi metulji, kobilice ter hrošči. Srečamo črnega močerada (Salamandra atra). Od ptic lahko opazimo planinskega orla (Aquila chrysaetos), kotorno (Alectoris graeca), belko (Lagopus muta), vrane, kavke, planinsko pevko (Prunella collaris) in mnogo drugih.

## Vodni ekosistemi

### Tekoče vode
Nekateri potoki so stalni, drugi hudourniški. V zgornjem toku zaradi hitrosti vode ni poraslosti, le ob robu opazimo mahove in redke cvetnice. Redke živali žive v zatišnih tolmunih in prodnati podlagi. Tu najdemo ličinke nekaterih insektov, tudi drobne rake. Nekoliko nižje, kjer je tolmunov in obrežnega proda več, se naselijo obrežne vrbe in jelše.
V Triglavskem narodnem parku so avtohtone le tri vrste rib, ki pa jih najdemo v obeh porečjih, čeprav bi morali biti v savskem le potočna (Salmo trutta m. fario) in jezerska postrv (Salmo trutta m. lacustris), in v soškem le soška postrv (Salmo marmoratus).
Med žuželkami najdemo značilno visokogorsko vrsto vrbnice (rod Plecoptera), vrsto Protonemura nimborum, na Slovenskem le v kratkem potočku Močilca pri Dvojnem jezeru. S Studorskega prevala nad bohinjem je bila nedavno opisana mladoletnica vrste Drusus slovenicus. Med enodnevnicami so značilne alpinske vrste alpska brzičnica (Epeorus alpicola) in alpska mala enodnevnica (Baetis alpinus).

### Jezera
Štirinajst visokogorskih jezer v Julijskih Alpah so začeli intenzivno raziskovati po letu 1990. Njihova posebnost je lega na zakraseli apnenčasti podlagi, ki so jo preoblikovali ledeniki. Favna in flora v jezerih je bogata in po številu vrst le malo zaostaja za visokogorskimi jezeri drugje v Alpah. Posebnost so endemne in reliktne vrste živali, ki pa jih ni veliko. Največjo nevarnost za jezera predstavlja neposredno onesnaževanja in naseljevanje rib. Ribe spremenijo vrstno sestavo flore in favne, s tem pa se sprožijo procesi, ki vodijo k poslabšanju stanja jezera.
- Med algami je bilo ugotovljenih 380 vrst in podvrst, ker je le nekoliko manj kot v drugih jezerih v Alpah.
- Posebnost jezer v Julijskih Alpah so makrofiti. Med njimi so še posebej zanimive parožnice (rod Chara), ki so vezane na trde vode. V Krnskem jezeru poseljujejo parožnice v obrežnem delu bolj ali manj sklenjen pas na globini med 3 in 7,5 m. Še desetletje nazaj so segale vse do globine 10 m. Zmanjšanje globine uspevanja je posledica poslabšanih svetlobnih razmer v vodi. To je povezano s povečanjem gostote alg v planktonu oziroma s povečanjem vnosa hranil s kopanjem, delno pa tudi s potresi oziroma plazovi. Med vodnimi cvetnicami uspevata v jezerih pod gozdno mejo (Jezero na Planini pri jezeru, Krnsko jezero, Dvojno jezero, Spodnje Kriško jezero) še preraslolistni dristavec (Potamogeton perfoliatus) in lasastolistna vodna zlatica (Ranunculus trichophyllus).

Živalstvo je v jezerih zastopano predvsem z različnimi vrstami nižjih rakov in ličinkami žuželk. 
- Živalski plankton (kotačniki, vodne bolhe in ceponožni raki) živi v vseh jezerih. Ceponožni rakec vrste Pseudomoraria triglavensis (velik okoli 0.7mm) je bil opisan leta 1994 iz potoka Močilca pri Dvojnem jezeru. Rakec je znan le od tu in ga niso našli nikjer drugje na svetu.
- Med žuželkami prevladujejo ličinke enodnevnic, mladoletnic in trzač (Chironomus plumosus). Med njimi ni endemnih vrst, saj se lahko odrasle živali selijo na velike razdalje. Edina avtohtona vrsta vretenčarjev v jezerih je planinski pupek (Triturus alpestris).

Škodljivo je naseljevanje rib v jezera, ker pride do sprememb flore in favne. Tak primer je naselitev rib v Dvojno jezero leta 1991. Prej kristalno čisto jezero, se je spremenilo v jezero bogato obraslo z zelenimi nitastimi algami. Že leta 1996 so ribe v jezeru iztrebile vrsto ceponožnega raka Arctodiaptomus alpinus, ki se je prej masovno pojavljala. Leto kasneje so ribe iztrebile še ličinke mladoletnic in enodnevnic. Naštete vrste so v preteklosti kontrolirale rast alg. Ko so jih ribe iztrebile, so se alge in makrofiti nekontrolirano razmnožili, s tem pa negativno vplivajo na razmere v jezeru.
Prva naselitev rib v visokogorska jezera je znana iz prve polovice 20. stoletja. Leta 1928 so v Krnsko jezero naselili jezersko zlatovčico (Salvelinus alpinus), kdaj je bil naseljen pisanec (P. phoxinus) ni znano. Kasneje so naselili ribe tudi v druga visokogorska jezera (Črno jezero, Dupeljsko jezero, Jezero na Planini pri jezeru). V Jezero na Planini pri jezeru so leta 1951 naselili koreslja (Carassius carassius), klena (Leuciscus cephalus) in eno neidentificirano vrsto postrvi, ki je izginila in ki je uničila populacijo endemnih pupkov (Triturus alpestris lacustris) v jezeru.

### Močvirja in kisla barja
Triglavski narodni park se je s projektom Šotna barja v Triglavskem narodnem parku enakopravno pridružil programu LIFE, ki ga Evropska zveza izvaja na območjih z najbolj dragoceno naravo na celini. Njeni predpisi usmerjajo varstvo tistih delov narave, ki so zaradi redkosti ali ogroženosti pomembni za vso Evropo.
Ekosistemi šotnih barij so s stališča varovanja narave ena najdragocenejših naravnih vrednot. Zaradi značilnih, izredno ostrih življenjskih okoliščin, so se nanje lahko prilagodile le redke rastlinske in živalske vrste. V Sloveniji imamo šotnih barij zelo malo. Ostanki so se ohranili tudi v Triglavskem narodnem parku. Planota Pokljuka skriva več predelov - Šijec, Blejsko barje, Goreljek in Mlake pod Javorovim vrhom so največja, poleg njih bi našteli še vsaj ducat manjših. Nekatera so dobro ohranjena, nekaterim grozi skorajšnje uničenje.
Barje je poseben tip življenjskega okolja za katerega je značilno stalno ali občasno zastajanje vode. Tla so porasla z vodoljubnimi in vlagoljubnimi rastlinami iz katerih nastaja šota. Šotno barje je pomembno kot življenjski prostor redkih in ogroženih rastlinskih vrst in prispeva k biotski pestrosti.
Na ostre življenjske okoliščine so se tu prilagodile le redke rastlinske in živalske vrste. Prevladujejo šotni mahovi, ki tvorijo samostojne združbe (Sphagnum fusci, Sphagnum girgensohnii) ali na najvišji razvoji stopnji združbe z barjansko kopišnico (Vaccinium uliginosum) in rdečim borom (Pinetum sylvestris) ali z rušjem, ki lahko v celoti prekriva površino. Poleg šotnih mahov rastejo tudi šaši ali poltrave in vresnice, kot so na primer brusnice, borovnice in vresa. Posebno so zanimive mesojede rastline: rosika, mastnica in mešinka, ki pomanjkanje hranil v tleh nadomeščajo s sokovi ujetih žuželk. Med živalmi so najbolj značilni kačji pastirji.

## Jamski ekosistemi
Leta 1922 so na Kredarici na robu Triglavskega ledenika pod kamni našli slepega hroščka, gosto poraslega z dlačicami. To je bil prvi troglobiontski hrošč najden izven jame. Opisan je bil kot snežni brezokec (Anophthalmus nivalis). V jamah v okolici Triglava živi z njim tudi alpski brezokec (Anophthalmus ravasinii alpestris). Rod brezokcev (Anophthalmus), ki poseljuje Alpe, prištevamo med endemične v Sloveniji.